# ТГМ14
ТГМ14 — опытный маневровый тепловоз с гидродинамической передачей, построенный Людиновским заводом в 1984 году.
Тепловоз ТГМ14 представляет собой усовершенствованную модификацию тепловозов серий ТГМ4 и ТГМ4А. В отличие от тепловозов серий ТГМ4 и ТГМ4А опытный локомотив имеет улучшенную компоновку, бесчелюстные тележки; предусмотрена возможность установки магниторельсового тормоза, применения модернизированной безрежимной гидропередачи со встроенной муфтой привода компрессора, противобоксовочных и противоюзных устройств и гребнесмазывателей, устройств для осушки сжатого воздуха и обогревателей водяной и масляной систем дизеля.
На тепловозе установлены дизель 211Д-3 мощностью 750 л.с. и гидропередача УГП750/1200ПР.
Пневматическая система локомотива приспособлена для работы с саморазгружающимися вагонами.